# Валерія Бруні-Тедескі
Валерія Бруні-Тедескі (італ. Valeria Bruni Tedeschi; *16 листопада 1964, Турин) — італійсько-французька акторка, сценаристка та режисерка, сестра Карли Бруні.

## Життєпис
Народилася 16 листопада 1964 році в Турині в сім'ї оперного композитора Альберто Бруні-Тедескі та акторки і піаністки Маріса Боріні. З 9-річного віку Валерія проживає у Франції. Навчалася в акторській школі міста Нантер, де її учителями були Патріс Шеро та П'єр Романс.
Свою першу роль у кіно Валері Бруні-Тедескі зіграла в 1987 році, знявшись у фільмі Патріса Шеро «Готель „Франція“».
У 2003 році дебютувала як режисерка з фільмом «Легше верблюдові…», за який отримала Приз Луї Деллюка та була номінована на кінопремію «Сезар» 2004 року в категорії за найкращий дебютний фільм.
У 2004 році входила до складу журі 54-го Берлінського кінофестивалю.

## Особисте життя
З 2007 по 2012 роки Валерія Бруні-Тедескі перебувала у відносинах з актором Луї Гаррелем, з яким вона познайомилася на знімальному майданчику фільму «Акторки» («Сон попередньої ночі») (2007). У березні 2009 року пара удочерила сенегальську дівчинку Селін.

## Фільмографія
Акторка
| Рік  |    | Українська назва                            | Оригінальна назва                          | Роль                     |
| ---- | -- | ------------------------------------------- | ------------------------------------------ | ------------------------ |
| 1986 | ф  | Полетт, бідна маленька мільярдерка          | Paulette, la pauvre petite milliardaire    | Валерія, саксофоністка   |
| 1987 | ф  | Готель «Франція»                            | Hôtel de France                            | Соня                     |
| 1989 | ф  | Історія хлопчиків і дівчаток                | Storia di ragazzi e di ragazze             | Валерія                  |
| 1989 | кф | Скажи так, скажи ні                         | Dis-moi oui, dis-moi non                   |                          |
| 1990 | ф  | Таке життя                                  | La Baule-les-Pins                          | Одетта                   |
| 1991 | ф  | Експрес удачі                               |                                            | Fortune Express / Корінн |
| 1991 | ф  | Людина, що загубила тінь                    | L'homme qui a perdu son ombre              | Анна                     |
| 1992 | тф | Сандро, це життя                            | Sandra, c'est la vie                       | Вероніка                 |
| 1992 | ф  | Аньєс                                       | Agnes                                      |                          |
| 1993 | тф | Жінка для мене                              | Une femme pour moi                         | Вікторія                 |
| 1993 | ф  | Засуджений до шлюбу                         | Condannato a nozze                         | Голорія                  |
| 1993 | ф  | У нормальних людях немає нічого виняткового | Les gens normaux n'ont rien d'exceptionnel | Мартіна                  |
| 1994 | ф  | Королева Марго                              | La reine Margot                            | 2nd Escardon Volant      |
| 1994 | ф  | Забудь мене                                 | Oublie-moi                                 | Наталі                   |
| 1994 | ф  | Кришталева книга                            | Le livre de cristal                        | Джулія Порталь           |
| 1994 | с  | 3000 сценаріїв проти вірусу                 | 3000 scénarios contre un virus             | дівчина з золотою рибкою |
| 1995 | ф  | Монтана Блюз                                | Montana Blues                              | Стелла                   |
| 1995 | ф  | Вдруге                                      | La seconda volta                           | Ліза Вентурі             |
| 1995 | ф  | Мій чоловік                                 | Mon homme                                  | Sanguine                 |
| 1996 | ф  | Брехуни                                     | Les menteurs                               | Дейзі                    |
| 1996 | ф  | Серце примари                               | Le coeur fantôme                           | повія у червоному        |
| 1996 | ф  | Ненетт і Боні                               | Nénette et Boni                            | дружина пекаря           |
| 1996 | ф  | Ще                                          | Encore                                     | Алієтта                  |
| 1997 | ф  | Кохання і замішання                         | Amour & confusions                         | Мішель                   |
| 1997 | ф  | Будинок                                     | A Casa                                     |                          |
| 1997 | ф  | Мене лякає кохання                          | J'ai horreur de l'amour                    |                          |
| 1997 | тф |                                             | Les années lycée: Petites                  | мати Емілі               |
| 1998 | ф  | У нас мало друзів                           | On a très peu d'amis                       | Мішель                   |
| 1998 | ф  | Слова любові                                | La parola amore esiste                     | Анжела                   |
| 1998 | ф  | Ті, хто мене любить, поїдуть потягом        | Ceux qui m'aiment prendront le train       | Клер                     |
| 1999 | ф  | У серці брехні                              | Au coeur du mensonge                       | Фредеріка Лесаж          |
| 1999 | ф  | Годувальниця                                | La balia                                   | Вікторія Морі            |
| 1999 | кф | Нічого сказати                              | Rien à dire                                | Еммануель                |
| 1999 | ф  | Життя мене не лякає                         | La vie ne me fait pas peur                 | мати Емілі               |
| 1999 | ф  | Знічев'я                                    | Rien à faire                               | Марі                     |
| 2000 | с  | Сценарії про наркотики                      | Scénarios sur la drogue                    |                          |
| 2000 | ф  | Прах з раю                                  | Les cendres du paradis                     | Анна                     |
| 2000 | ф  | Голоси                                      | Voci                                       | Мікела                   |
| 2001 | ф  | Молоко людської ніжності                    | Le lait de la tendresse humaine            | Жозіан                   |
| 2002 | ф  | Зима                                        | L'inverno                                  | Марта                    |
| 2002 | ф  | Шкура ангела                                | Peau d'ange                                | адвокат                  |
| 2002 | ф  | На десять хвилин старше: Віолончель         | Ten Minutes Older: The Cello               |                          |
| 2002 | ф  | Якби я був багатий                          | Ah! Si j'étais riche                       | Еліс                     |
| 2003 | ф  | Щастя нічого не варте                       | La felicità non costa niente               | Карла                    |
| 2003 | ф  | Легше верблюдові                            | Il est plus facile pour un chameau…        | Федеріка                 |
| 2003 | ф  | Життя, яке приходить                        | La vita come viene                         | Паола                    |
| 2003 | ф  | Почуття                                     | Les sentiments                             | молода мати              |
| 2004 | ф  | 5x2                                         | 5x2                                        | Маріон                   |
| 2005 | ф  | Рачки і черепашки                           | Crustacés et coquillages                   | Беатріс                  |
| 2005 | ф  | Квиток на потяг                             | Tickets                                    | піарниця                 |
| 2005 | ф  | Час прощання                                | Le Temps qui reste                         | Джені                    |
| 2005 | ф  | V.I.P. - квартал                            | Quartier V.I.P.                            | Клер                     |
| 2005 | ф  | Ідеальна пара                               | Un couple parfait                          | Марі                     |
| 2005 | ф  | Мюнхен                                      | Munich                                     | Сільвія                  |
| 2006 | ф  | Хороший рік                                 | A Good Year                                | Наталі Озе               |
| 2007 | ф  | Акторки (Сон попередньої ночі)              | Actrices                                   | Марселіна                |
| 2007 | ф  | І нехай усе танцює!                         | Faut que ça danse!                         | Сара Белінськи           |
| 2007 | ф  | Обжираловка                                 | L'abbuffa                                  | Амелі                    |
| 2008 | ф  | Велике алібі                                | Le grand alibi                             | Естер Бахман             |
| 2009 | ф  | Давні коханці                               | Les regrets                                | Майя                     |
| 2010 | ф  | Поцілуй мене ще раз                         | Baciami ancora                             | Адель                    |
| 2010 | ф  | Руки у повітрі                              | Les mains en l'air                         | Сандрін                  |
| 2010 | тф | Троянди у кредит                            | Roses à crédit                             | Сюзетта                  |
| 2011 | ф  | Осінній сон                                 | Rêve d'automne                             |                          |
| 2012 | ф  | Хазяї будинку                               | I padroni di casa                          | Мойра                    |
| 2013 | ф  | Хай живе свобода                            | Viva la libertà                            | Даніель                  |
| 2013 | ф  | Пацієнти                                    | In Treatment                               | Ірен                     |
| 2013 | ф  | Ціна людини                                 | Il capitale umano                          | Карла Бернаші            |
| 2013 | ф  | Замок в Італії                              | Un château en Italie                       | Луїза                    |
| 2014 | ф  | Святий Лоран. Страсті великого кутюр'є      | Saint Laurent                              | мадам Дузе               |
| 2014 | ф  | Яма                                         | La buca                                    | Кармен                   |
| 2015 | ф  | Латинський коханець                         | Latin Lover                                | Стефані                  |
| 2015 | ф  | Асфальт                                     | Asphalte                                   | медсестра                |
| 2015 | ф  | Ґрунтовий корт                              | Terre battue                               | Лора                     |
| 2017 | ф  | Нехай світить сонце                         | Un beau soleil intérieur                   | жінка ясновидця          |

Режисер, сценарист
| Рік  | Назва                | Оригінальна назва                   | Примітки                         |
| ---- | -------------------- | ----------------------------------- | -------------------------------- |
| 2003 | Легше верблюдові     | Il est plus facile pour un chameau… | режисер, сценаристка             |
| 2007 | Сон попередньої ночі | Actrices                            | режисер, сценаристка, монтажерка |
| 2013 | Замок в Італії       | Un château en Italie                | режисер, сценаристка             |

## Нагороди та номінації
| Рік                                                        | Категорія                                            | Номінант                                    | Результат |
| ---------------------------------------------------------- | ---------------------------------------------------- | ------------------------------------------- | --------- |
| Міжнародний кінофестиваль у Локарно                        |                                                      |                                             |           |
| 1993                                                       | Спеціальний приз за акторську гру                    | У нормальних людях немає нічого виняткового | Перемога  |
| 1996                                                       | Спеціальний приз                                     | Ненетт і Боні                               | Перемога  |
| 2001                                                       | Спеціальна згадка (за найкращий акторський ансамбль) | Молоко людської ніжності                    | Перемога  |
| Премія «Сезар»                                             |                                                      |                                             |           |
| 1994                                                       | Найперспективніша акторка                            | У нормальних людях немає нічого виняткового | Перемога  |
| 1997                                                       | Найкраща акторка другого плану                       | Мій чоловік                                 | Номінація |
| 2004                                                       | Найкращий дебютний фільм                             | Легше верблюдові…                           | Номінація |
| 2017                                                       | Найкраща акторка другого плану                       | Моя краля                                   | Номінація |
| Кінофестиваль у Салоніках                                  |                                                      |                                             |           |
| 1996                                                       | Найкраща акторка                                     | Забудь мене                                 | Перемога  |
| Кінофестиваль «Актори екрану»                              |                                                      |                                             |           |
| 1994                                                       | Приз Мішеля Сімона найкращій акторці                 | У нормальних людях немає нічого виняткового | Перемога  |
| Давид ді Донателло                                         |                                                      |                                             |           |
| 1996                                                       | Найкраща акторка                                     | Вдруге                                      | Перемога  |
| 1998                                                       | Найкраща акторка                                     | Слова любові                                | Перемога  |
| 2013                                                       | Найкраща акторка                                     | Хай живе свобода                            | Номінація |
| 2014                                                       | Найкраща акторка                                     | Ціна людини                                 | Перемога  |
| Італійський національний синдикат кіножурналістів          |                                                      |                                             |           |
| 1996                                                       | Європейська срібна стрічка                           | Руки у повітрі                              | Перемога  |
| Міжнародний приз Флайяно                                   |                                                      |                                             |           |
| 1996                                                       | Приз Золотий Пегас найкращій акторці                 | Вдруге                                      | Перемога  |
| Венеційський кінофестиваль                                 |                                                      |                                             |           |
| 1999                                                       | Приз Пасінетті найкращій акторці                     | Знічев'я                                    | Номінація |
| 2004                                                       | Приз Пасінетті найкращій акторці                     | 5х2                                         | Перемога  |
| Кінофестиваль Трайбека                                     |                                                      |                                             |           |
| 2003                                                       | Найкраща акторка                                     | Легше верблюдові                            | Перемога  |
| 2003                                                       | Найкращий режисер-дебютант                           | Легше верблюдові                            | Перемога  |
| 2014                                                       | Найкраща акторка                                     | Ціна людини                                 | Перемога  |
| Приз Луї Деллюка                                           |                                                      |                                             |           |
| 2003                                                       | Найкращий перший фільм                               | Легше верблюдові…                           | Перемога  |
| Московський кінофестиваль                                  |                                                      |                                             |           |
| 2003                                                       | Золотий Георгій                                      | Легше верблюдові…                           | Номінація |
| Приз Європейської кіноакадемії                             |                                                      |                                             |           |
| 2004                                                       | Найкраща акторка                                     | 5х2                                         | Номінація |
| 2014                                                       | Найкраща акторка                                     | Ціна людини                                 | Номінація |
| Кінофестиваль жіночого кіно «Літаюча мітла» у Анкарі       |                                                      |                                             |           |
| 2004                                                       | Приз ФІПРЕССІ                                        | Легше верблюдові…                           | Перемога  |
| Приз Золотий Грааль                                        |                                                      |                                             |           |
| 2005                                                       | Найкращий режисер                                    | Легше верблюдові…                           | Номінація |
| Каннський кінофестиваль                                    |                                                      |                                             |           |
| 2007                                                       | Приз програми «Особливий погляд»                     | Акторки                                     | Номінація |
| 2007                                                       | Спеціальний приз журі програми «Особливий погляд»    | Акторки                                     | Перемога  |
| 2013                                                       | Золота пальмова гілка                                | Замок в Італії                              | Номінація |
| Міжнародний кінофестиваль у Марракеші                      |                                                      |                                             |           |
| 2007                                                       | Золота зірка найкращій акторці                       | Акторки                                     | Номінація |
| Приз Золота таріль                                         |                                                      |                                             |           |
| 2014                                                       | Найкраща акторка                                     | Ціна людини                                 | Перемога  |
| Гавайський міжнародний кінофестиваль                       |                                                      |                                             |           |
| 2014                                                       | Найкраща акторка                                     | Ціна людини                                 | Перемога  |
| Міжнародний кінофестиваль незалежного кіно в Буенос-Айресі |                                                      |                                             |           |
| 2014                                                       | Найкращий фільм (міжнародний конкурс)                | Замок в Італії                              | Номінація |